# Língua giyug
Giyug é uma língua aborígine australiana extinta e não atestada. Sua extinção possivelmente ocorreu antes da década de 1920. Pode (ou não) ter sido próxima da língua wagaydy - talvez um dialeto. Mas essa informação, no entanto, ainda não é confirmada.